# Франческо ди Фердинандо де Медичи (1594 – 1614)
Вижте пояснителната страница за други личности с името Франческо де Медичи.
Франчèско ди Фердинàндо де Мèдичи (на италиански: Francesco di Ferdinando de' Medici; * 14 май 1594, Флоренция, Велико херцогство Тоскана; † 17 май 1614, Пиза, Велико херцогство Тоскана) от фамилията Медичи, е принц от Великото херцогство Тоскана и 4-ти княз на Капестрано, барон на Карапеле, сеньор на Кастел дел Монте, Офена и Буси, военен.

## Произход
Той е вторият син на Фердинандо I де Медичи (1 549, † 1609), кардинал и 3-ти Велик херцог на Тоскана (1587 – 1609), и на съпругата му Кристина Лотарингска (* 1565, † 1636). Негови дядо и баба по бащина линия са Козимо I де Медичи, първи Велик херцог на Тоскана (1537 –1574), и Елеонора ди Толедо, а по майчина – херцог Карл III Лотарингски и Клод дьо Валоа, втората дъщеря на френския крал Анри II и Катерина де Медичи. Има четирима братя и четири сестри:
- Козимо II (* 1590, † 1621), 4-ти Велик херцог на Тоскана (1609 – 1621), съпруг на Мария Магдалена Австрийска, ерцхерцогиня на Австрия
- Елеонора (* 1591, † 1617)
- Катерина (* 1593, † 1629), херцогиня на Мантуа и Монферат като съпруга на Фердинандо Гонзага
- Карло (* 1595, † 1666), принц от Велико херцогство Тоскана, кардинал и епископ
- Филипо, нар. Филипино (* 1598, † 1602)
- Лоренцо (* 1599, † 1648), испански гранд с обръщението „дон“, военен и дипломат
- Мария Магдалена (* 1600, † 1633), инвалид
- Клавдия (* 1604, † 1648), херцогиня на Урбино като съпруга на Федерико Убалдо дела Ровере и ерцхерцогиня на Предна Австрия като съпруга на Леополд V.

## Биография
През 1612 г. е номиниран за принц на Капестрано, барон на Карапеле (баронството включва територията на Санто Стефано ди Сесанио, Калашо, Рока Калашо, Кастелвекио Калвизио и Карапеле Калвизио), господар на Офена, Кастел дел Монте и земята на Буси. Той носи титлата „принц на Капестрано“ до смъртта си.
Предвиден за кариерата на дипломат, Франческо предпочита да се посвети на военното изкуство. На 15 г. постъпва в армията. Командва войските, изпратени от Тоскана през 1613 г., за да помогнат на Фердинандо Гондзага срещу херцога на Савоя Карл Емануил I, но не участва във военните действия, тъй като между двамата претенденти е сключен мир, преди той да достигне Херцогство Мантуа.
След като прави поклонение в Лорето до Светата хижа, умира в Пиза малко след завръщането си, на 17 май 1614 г., от остра чревна болест. Има предположение, че е бил петнист тиф. Погребан е в семейната гробница – Параклиса на Медичите в базиликата „Сан Лоренцо“. Върху надгробната плоча, според желанието на починалия, е издълбан надписът „Принц на Капестрано“ (на лат. Princeps Capestrani). В негова памет са написани редица епитафии от няколко автори, в които се прославя неговата девственост, смелост и великодушие.
През 1857 г., по време на първоначално изследване на телата на Медичите, тялото му е намерено, както следва: „... на черепа той носеше филцова шапка; той беше облечен в бяла сатенена дреха, с времето станала жълтеникава, с подобно голямо наметало, стигащо до коленете, и с дантелени ръкави около китките. Чорапите бяха от плетена коприна, чехлите от кожа.“ Изследването на останките показва, че през живота си принцът е страдал от заболявания на костната система, като артрит и остеохондроза.

## В изкуството
Оцелели са детски портрети на Франческо от Тиберио Тити от 1597 г. в Галерия „Уфици“ и от Кристофано Алори от 1598 г. в Палатинската галерия в Палацо Пити. На последния той е изобразен заедно с по-голямата си сестра Катерина.
Портрет на принца като възрастен от неизвестен художник от Флорентинската школа по живопис в колекцията на Галерия „Уфици“ е нарисуван малко преди смъртта му през 1614 г. Образът на Франческо е запазен и върху бронзов медальон от Гийом Дюпре от 1613 г.
- Тиберио ди Тито, Франческо ди Фердинандо де Медичи, 1597
- Кристофано Алори, Франческо и Катерина де Медичи, ок. 1598
- Медал на Франческо де Медичи от Гийом Дюпре